# Desa Nangela (administrativ by i Indonesien, lat -7,33, long 106,71)
Desa Nangela är en administrativ by i Indonesien.   Den ligger i provinsen Jawa Barat, i den västra delen av landet, 130 km söder om huvudstaden Jakarta.